# Wöhner
Die Wöhner GmbH & Co. KG ist ein Unternehmen in der Branche der Elektrotechnik, welches Produkte für die Verteilung und Steuerung elektrischer Energie herstellt und vertreibt. Wöhner ist Spezialist für internationale Sicherungs- und Sammelschienensysteme im Bereich der Energieverteilung, Steuerungstechnik sowie der erneuerbaren Energien. Hauptsitz der Gruppe ist das oberfränkische Rödental nahe Coburg (Bayern). Die Wöhner-Gruppe umfasst insgesamt zwölf Tochtergesellschaften sowie Vertretungen und Geschäftsbeziehungen in über 80 Ländern der Welt, Im Jahr 2023 beschäftigte das Unternehmen weltweit 380 Mitarbeiter und erzielte einen Umsatz von 142 Millionen Euro.
 

## Geschichte

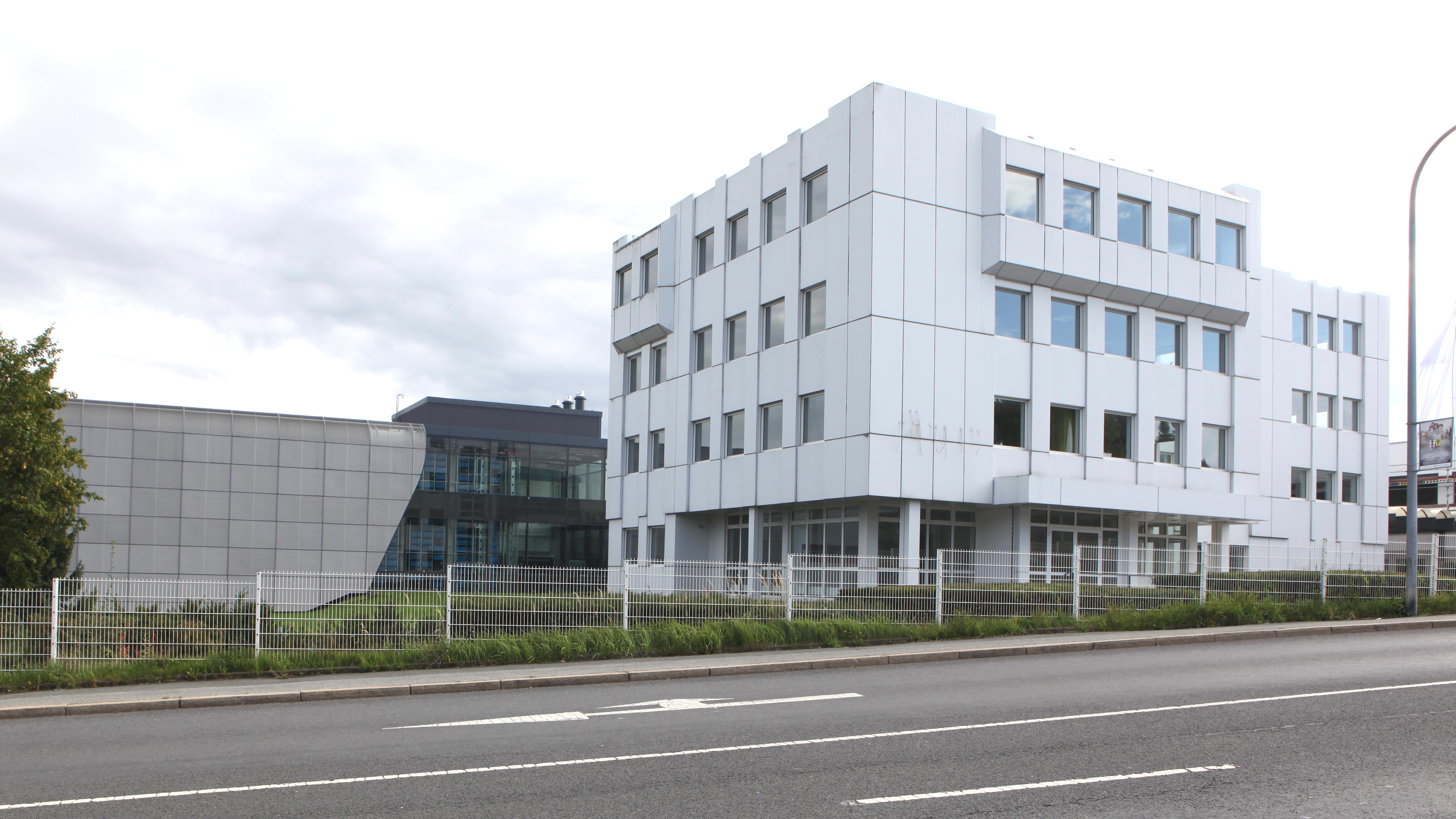
Unternehmenssitz in Rödental

Gegründet wurde Wöhner im Jahr 1929 mit der Eröffnung eines Montagebetriebs für elektrotechnisches Installationsmaterial im Wohnhaus von Alfred Wöhner. Zehn Jahre später erfolgte der Neubau eines Betriebs- und Bürogebäudes. Mit dem weiteren Ausbau des Unternehmens kommen zwischen 1950 und 1965 auch die Metallfertigung, Galvanik, Werkzeugbau und Kunststofffertigung zu den Unternehmenstätigkeiten hinzu, um die Wertschöpfungskette selbstständiger abzudecken.
Im Jahr 1953 trat Klaus Wöhner, der Sohn des Gründers, als Teilhaber in das Unternehmen ein. Unter seiner Führung entwickelte Wöhner die 60-mm-Sammelschienen-Systemtechnik im Jahr 1980 und den ersten Sammelschienen-Adapter 1986.
1994 übernahm Frank Wöhner die Unternehmensleitung von seinem Vater. Mit der Übernahme der Geschäftstätigkeiten werden zudem die Innovationspolitik, die Internationalisierung sowie die Markenpolitik als drei strategischen Schwerpunkte festgelegt. In diesem Zug erfolgte einerseits der Ausbau des internationalen Vertriebs in wichtige Märkte Europas (Österreich, Frankreich, Italien, Spanien, Benelux, UK) und Übersee (USA, China, Indien) und andererseits die Ausgliederung der aufgebauten Produktionsbereiche Metallfertigung, Galvanik, Werkzeugbau und Kunststofffertigung in Schwesterunternehmen, welche sich heute gemeinsam mit der Wöhner GmbH & Co. KG in der Holding Wöhner Industries befinden. Im Jahr 2000 wurde das Unternehmen sowie das Produktportfolio neu ausgerichtet, um einen Wandel vom Spezialkomponentenhersteller hin zu einem Systemlieferanten zu vollziehen.

## Produktentwicklungen und Marktsegmente
Das Unternehmen Wöhner ist mit seinen Produkten und Systemlösungen in den drei Marktsegmenten Energieverteilung, Steuerungstechnik und erneuerbare Energien tätig. Wöhner-Produkte werden in den beiden den Weltmarkt dominierenden Standards der Elektrotechnik (IEC, UL) bereitgestellt und bis heute vorwiegend in Deutschland endgefertigt.
1934 entwickelte Wöhner einen kompakten Sicherungssockel für das Unternehmen Siemens, der es seinem Nutzer ermöglicht, Sicherungen risikolos auszutauschen. Im Jahr 1980 brachte das Unternehmen die 60-mm-Sammelschienen-Systemtechnik unter dem Namen 60Classic auf den Markt. Die Innovationsleistung des 60-mm-Systems besteht in seiner flexiblen Nutzbarkeit: Auf das Schienensystem lässt sich eine breite Palette an Einzelkomponenten (z. B. Sicherungshalter, Lasttrennschalter, Leistungsschalter, Klemmtechnik) durch simples Aufrasten hinzufügen. Dabei werden in nur einem Arbeitsgang die Geräte mechanisch montiert und gleichzeitig elektrisch kontaktiert.
Die Produktfamilie Crosslink aus der eigenen Forschungs- und Entwicklungsabteilung erlangte 2008 Marktreife und soll den sicheren berührungsgeschützten Austausch von Energieverteilungskomponenten bei laufendem Betrieb ermöglichen. Im darauffolgenden Jahr wurde das System 30Compact in den Markt eingeführt. Dieses Sammelschienensystem bietet, wie das System 60Classic ebenfalls eine Lösung für die Energieverteilung. Durch eine geringere Bauhöhe liegt das Einsatzgebiet von 30Compact im Bereich kompakter sowie kleinerer Anlagen mit einem geringeren Leistungsbedarf und weniger Platz im Schaltschrank.
Im Jahr 2014 erfolgte die Markteinführung des Systems 185Power – ein modular aufgebautes Sammelschienensystem für die Niederspannungsverteilung, das eine lückenlose Montage und eine hohe Platzersparnis ermöglichen soll. Im Jahr 2016 wurde das Basissystem CrossBoard in den Markt eingeführt, das für Anwendungen im Maschinen- und Anlagenbau geeignet ist. Es ermöglicht eine werkzeuglose Montage sowie einen hohen Grad an Sicherheit durch einen integrierten Berührungsschutz.
Im Jahr 2020 erfolgte die Markteinführung des elektronischen und sicherungslosen Motorstarters Motus C14. Es stellt durch die Verwendung von Software das erste Elektronik-Produkt von Wöhner dar.

## Design und Marke
Das Design der Wöhner Produkte ist eng verbunden mit der Funktionalität in der Anwendung. Die Produkte zeichnen sich durch amorphe Formen sowie einen blauen Farbakzent aus.
Unterschiedliche Produkte von Wöhner sowie diverse Kommunikationsmedien, wie Produkthandbücher oder Kampagnen haben Designpreise erhalten. Das Produkthandbuch des Unternehmens wurde 1995 mit dem „Deutschen Preis für Kommunikationsdesign“ (inzwischen in Red Dot Design Award umbenannt) prämiert. Die Kommunikation zur Produkteinführung des elektronischen Motorstarters Motus C14 wurde in verschiedenen Kategorien beim German Brand Award 2022 als Gewinner ausgezeichnet. Das Produktdesign des elektronischen Motorstarters wurde im Rahmen einer Auszeichnung des German Design Awards in der Kategorie „Product Design“ prämiert.
Zusätzlich wurde Wöhner im Jahr 2021 als eine der „großen deutschen Marken“ ausgezeichnet und 2022 als „Marke des Jahrhunderts“ im Bereich der Sammelschienentechnik prämiert sowie im Rahmen des Projekts „Aus bester Familie“ als eines der hundert bedeutendsten Familienunternehmen ausgezeichnet.

## Nachhaltigkeit
Neben Produkten für den Bereich der klassischen elektrischen Energie entwickelt und vertreibt Wöhner auch Lösungen für das Segment der erneuerbaren Energien. Im Jahr 2010 wurde etwa ein spezieller Sicherungshalter für Photovoltaikanlagen vorgestellt. Der Energiebedarf am Hauptsitz des Unternehmens soll – nach Unternehmensangaben – künftig durch erneuerbare Energien abgedeckt sein.
Der Energiebedarf am Hauptsitz des Unternehmens soll nach Unternehmensangaben künftig durch erneuerbare Energien abgedeckt sein. Bis 2029 soll eine klimapositive Bilanz ohne den Kauf von CO2-Zertifikaten erreicht werden. Im Jahr 2021 war das Unternehmen unter anderem mithilfe von CO2-Zertifikaten für Klimaschutzprojekte klimaneutral. Die eigene Energieversorgung soll zukünftig durch den eigenen Einsatz von erneuerbaren Energien aus Photovoltaik und Windkraft nachhaltiger werden. Ebenso arbeitet das Unternehmen an einer ressourcenschonenden und nachhaltigen Verwendung von Materialien in den eigenen Produkten.

## Weltweiter Vertrieb
Aufgrund der internationalen Ausrichtung gehört die Wöhner-Gruppe laut einer Untersuchung der IKB-Bank (Handelsblatt v. 14. Juli 2008) zu den 180 wachstumsstärksten deutschen Mittelstandsunternehmen, den so genannten „Wachstumschampions“: „Selbst kleine Unternehmen haben sich frühzeitig ein weltweites Vertriebs- und Produktionsnetz aufgebaut. Die Wöhner GmbH … beispielsweise, ein Spezialist für Steuerungstechnik, ist mit einem Umsatz von rund 50 Mill. Euro vergleichsweise klein, aber mittlerweile in 60 Ländern vertreten.“ Wöhner kann deshalb auch als Hidden Champion bezeichnet werden.
Inzwischen konnte das Unternehmen im Jahr 2023 einen Umsatz von 142 Millionen Euro erreichen. Weltweit gibt es 12 Tochtergesellschaften und ein Vertreternetz im In- und Ausland, durch das Kunden in über 80 Ländern betreut werden.

## Anwendungsgebiete
Technologie von Wöhner kommt unter anderem in den folgenden Gebäuden und Produktionsstätten zur Anwendung:
- Amsterdam Airport Schiphol, Amsterdam
- ING House, Unternehmenszentrale, Amsterdam
- Johan-Cruyff-Arena, Stadion, Amsterdam
- Allianz Arena, Stadion, München
- Mandelli Sistemi SpA (inzwischen zur Gruppo Riello Sistemi gehörend), Metallverarbeitung, Piacenza
- Allianz Kai, Büro- und Dienstleistungszentrum, Frankfurt am Main
- Kunsthaus Graz, Museum, Graz
- Plabutschtunnel, A 9, Graz (Österreich)
- Fabio Perini S.p.A., Papierindustrie, Lucca (Italien)
- Michael Weinig AG, Massivholzbearbeitung, Tauberbischofsheim
- Clivet spA, Klimaanlage, Mailand